# Камарад
Камара́д (фр. Camarade) — коммуна во Франции, находится в регионе Юг — Пиренеи. Департамент коммуны — Арьеж. Входит в состав кантона Ле-Ма-д’Азий. Округ коммуны — Памье.
Код INSEE коммуны — 09073.

## Население
Население коммуны на 2008 год составляло 156 человек.
| 1962 | 1968 | 1975 | 1982 | 1990 | 1999 | 2008 |
| ---- | ---- | ---- | ---- | ---- | ---- | ---- |
| 203  | 226  | 195  | 178  | 158  | 157  | 156  |

## Экономика
В 2007 году среди 95 человек в трудоспособном возрасте (15—64 лет) 64 были экономически активными, 31 — неактивными (показатель активности — 67,4 %, в 1999 году было 70,6 %). Из 64 активных работали 52 человека (30 мужчин и 22 женщины), безработных было 12 (3 мужчины и 9 женщин). Среди 31 неактивных 12 человек были учениками или студентами, 11 — пенсионерами, 8 были неактивными по другим причинам.